# Moonlight (film)
Moonlight – amerykański film dramatyczny z 2016 roku, w reżyserii Barry’ego Jenkinsa. Adaptacja opowiadania In Moonlight Black Boys Look Blue autorstwa Tarella Alvina McCraneya.

## Fabuła
Fabuła filmu w trzech rozdziałach przedstawia historię afroamerykańskiego geja Chirona, który wychowuje się w biednej, dysfunkcyjnej rodzinie w przestępczej dzielnicy Miami, którą rządzą gangi i narkotyki. Opiekę nad chłopcem przejmuje diler Juan i jego dziewczyna Teresa.

## Obsada
- Chiron Harris, główny bohater
  - Trevante Rhodes jako dorosły Chiron / „Black”
  - Ashton Sanders jako nastoletni Chiron
  - Alex Hibbert jako młody Chiron / „Little”
- Kevin Jones, przyjaciel Chirona
  - André Holland jako dorosły Kevin
  - Jharrel Jerome jako nastoletni Kevin
  - Jaden Piner jako młody Kevin
- Janelle Monáe jako Teresa
- Naomie Harris jako Paula, matka Chirona
- Mahershala Ali jako Juan
- Patrick Decile jako Terrel

## Premiera
Zrealizowany w Miami na Florydzie w roku 2015 obraz, po raz pierwszy zaprezentowany został 2 września 2016 roku, podczas 43. Festiwalu Filmowego w Telluride. Następnie film prezentowany był na międzynarodowych festiwalach filmowych m.in. w Toronto, Nowym Jorku, Londynie i Mar del Plata.
Polska premiera filmu miała miejsce 27 października 2016 w ramach 7. American Film Festival odbywającego się we Wrocławiu. Następnie obraz brał udział w 24. Międzynarodowym Festiwalu Sztuki Autorów Zdjęć Filmowych Camerimage w Bydgoszczy. Do kinowej dystrybucji na terenie Polski film trafił 17 lutego 2017.

## Odbiór
Film został bardzo dobrze odebrany przez krytyków. W zbierającym recenzje filmowe serwisie Rotten Tomatoes, 98% z 402 recenzji uznano za pozytywne, a średnia ocen wystawionych na ich podstawie wyniosła 9,0 na 10. Analogiczna witryna, Metacritic, zebrała 53 recenzje, a średnia ocen wyniosła 99 na 100.
Według krytyczki Mirandy Wilkie, Moonlight stanowi − obok dramatu Tamte dni, tamte noce (2017) i tragi-horroru Rökkur ('17) − część „nowej fali filmów o tematyce LGBT, które zapewniają queerowym postaciom odpowiedni kontekst fabularny oraz pełnokrwiste rysy osobowościowe”.

## Nagrody i nominacje
89. ceremonia wręczenia Oscarów
- nagroda: najlepszy film − Dede Gardner, Jeremy Kleiner i Adele Romanski
- nagroda: najlepszy scenariusz adaptowany − Barry Jenkins i Tarell Alvin McCraney
- nagroda: najlepszy aktor drugoplanowy − Mahershala Ali
- nominacja: najlepsza reżyseria − Barry Jenkins
- nominacja: najlepsza aktorka drugoplanowa − Naomie Harris
- nominacja: najlepsza muzyka − Nicholas Britell
- nominacja: najlepsze zdjęcia − James Laxton
- nominacja: najlepszy montaż − Joi McMillon i Nat Sanders

74. ceremonia wręczenia Złotych Globów
- nagroda: najlepszy film dramatyczny
- nominacja: najlepsza reżyseria − Barry Jenkins
- nominacja: najlepsza aktorka drugoplanowa − Naomie Harris
- nominacja: najlepszy aktor drugoplanowy − Mahershala Ali
- nominacja: najlepsza muzyka − Nicholas Britell

70. ceremonia wręczenia nagród Brytyjskiej Akademii Filmowej
- nominacja: najlepszy film − Dede Gardner, Jeremy Kleiner i Adele Romanski
- nominacja: najlepszy scenariusz oryginalny − Barry Jenkins
- nominacja: najlepsza aktorka drugoplanowa − Naomie Harris
- nominacja: najlepszy aktor drugoplanowy − Mahershala Ali

23. ceremonia wręczenia nagród Gildii Aktorów Ekranowych
- nagroda: wybitny występ aktora w roli drugoplanowej − Mahershala Ali
- nominacja: wybitny występ aktorki w roli drugoplanowej − Naomie Harris
- nominacja: wybitny występ zespołu aktorskiego w filmie kinowym

32. ceremonia wręczenia Independent Spirit Awards
- nagroda: Nagroda im. Roberta Altmana
- nagroda: najlepszy film niezależny − Dede Gardner, Jeremy Kleiner i Adele Romanski
- nagroda: najlepsza reżyseria − Barry Jenkins
- nagroda: najlepszy scenariusz − Barry Jenkins i Tarell Alvin McCraney
- nagroda: najlepsze zdjęcia − James Laxton
- nagroda: najlepszy montaż − Joi McMillon i Nat Sanders

21. ceremonia wręczenia Satelitów
- nagroda: najlepsza aktorka drugoplanowa − Naomie Harris
- nagroda: najlepszy scenariusz oryginalny − Barry Jenkins
- nominacja: najlepszy film pełnometrażowy
- nominacja: najlepsza reżyseria − Barry Jenkins
- nominacja: najlepszy aktor drugoplanowy − Mahershala Ali
- nominacja: najlepsze zdjęcia − James Laxton
- nominacja: najlepszy montaż − Joi McMillon i Nat Sanders